# Луг (Пфальц)

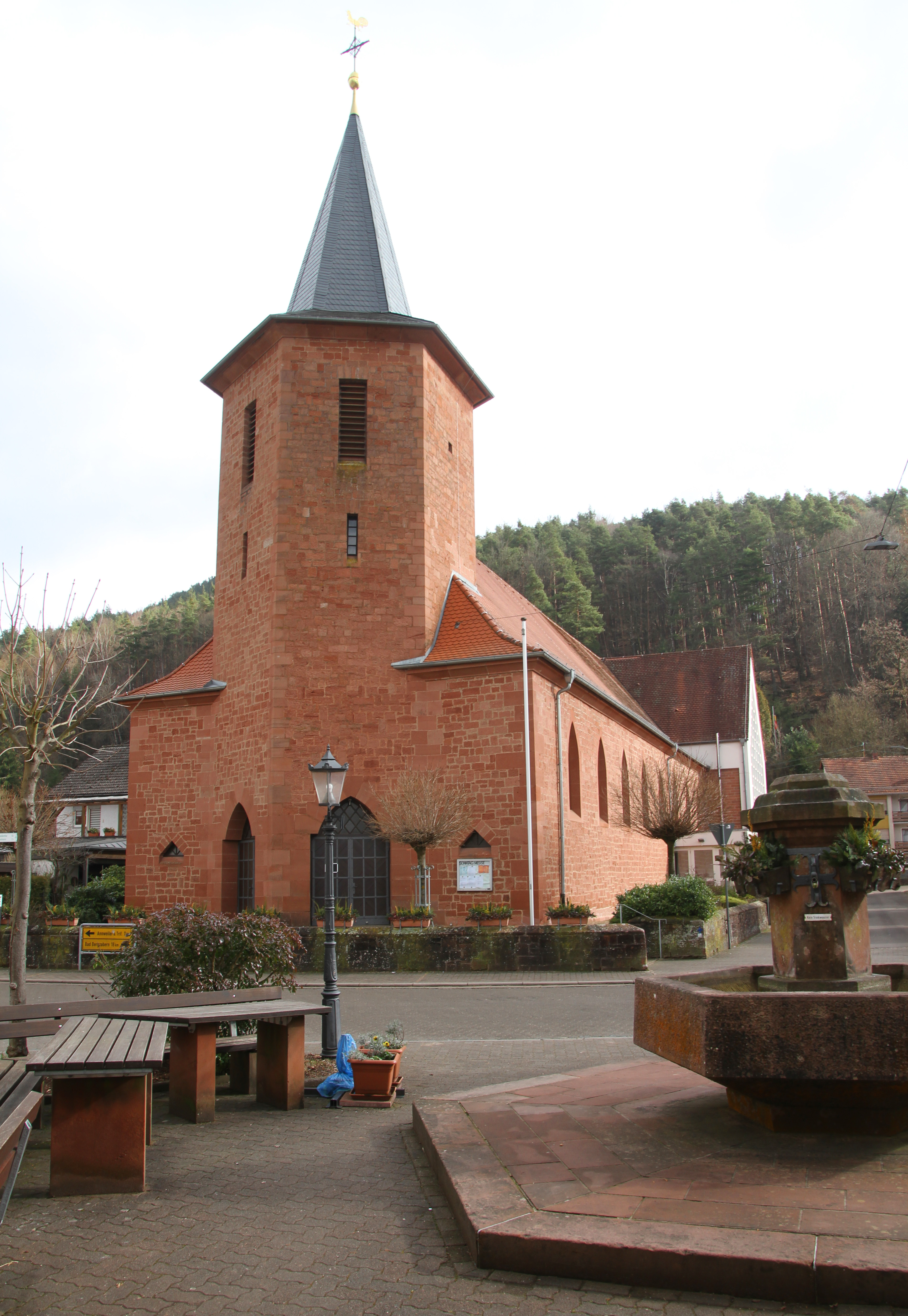

Луг (нем. Lug) — коммуна в Германии, в земле Рейнланд-Пфальц.
Входит в состав района Юго-западный Пфальц. Подчиняется управлению Хауэнштайн. Население составляет 609 человек (на 31 декабря 2010 года). Занимает площадь 2,32 км².